# Кустарниковая собака
Кустарниковая собака (лат. Speothos venaticus) — хищное млекопитающее семейства псовых; единственный современный вид рода Speothos. Обитает в лесах и влажных саваннах Центральной и Южной Америки. Относятся к одним из древнейших псовых, их ближайший родственник — гривистый волк.

## Внешний вид
Кустарниковая собака — одна из самых необычных собак, поскольку внешне она напоминает выдру или иное полуводное животное. Телосложение у неё тяжёлое, плотное, туловище удлинённое, конечности короткие. На лапах перепонки. Хвост короткий, покрытый густой шерстью. Голова большая, с короткой, тупой мордой. Уши маленькие, словно обрубленные. Глаза довольно крупные.
Шерсть длинная, гладкая, жёсткая. Окрас, рыжевато-коричневый на голове, переходит во всё более тёмно-бурый на туловище, при этом хвост почти чёрный. Ноги и живот также темнее остального туловища; иногда на горле есть светлое пятно. У щенков шубка темнее, чем у взрослых животных.
Масса кустарниковой собаки составляет 5—7 кг, по размерам она также невелика — чуть крупнее домашней кошки: длина тела 57—75 см, хвоста — 12—15 см, высота в холке 25—30 см.
Она обладает наименьшим в семействе псовых числом зубов — их всего 38—40. В ходе эволюции размеры кустарниковой собаки уменьшились, а череп укоротился и сократилось количество коренных зубов.

## Распространение
Распространена в Панаме, Венесуэле, Гайане, на юго-востоке Перу, на востоке Боливии, севере Парагвая, на крайнем северо-востоке Аргентины (провинция Мисьонес) и в Бразилии (от лесов Амазонии до штата Санта-Катарина). Изолированная популяция имеется в Эквадоре и Колумбии, к западу от Анд.
Несмотря на обширный ареал, наблюдать кустарниковую собаку в природе удается чрезвычайно редко, животные ведут себя очень скрытно. Первоначально её считали вымершим видом, поскольку она была известна только по окаменелым останкам, найденным в Бразилии.

## Образ жизни и питание
Кустарниковая собака чаще всего селится во влажных тропических и галерейных лесах, выбирая наиболее разреженные, открытые участки леса. Встречается также в саваннах. Держится около воды. Образ жизни этого вида в естественных условиях изучен мало, сведения о нём получены в основном из наблюдений за животными в неволе.
Кустарниковые собаки ведут ночной образ жизни; день проводят в норе, которую выкапывают сами, или в естественном укрытии. Иногда занимают норы других животных (броненосцев). Эти животные отлично приспособлены к жизни в густых зарослях: они приземистые, коротконогие и плотно сбитые, что позволяет им свободно пробираться сквозь чащу. Кроме того, кустарниковые собаки отлично плавают и ныряют, что, в целом, не характерно для псовых.
Это самые социальные из южноамериканских псовых: они держатся и охотятся небольшими стаями (от 4 до 10—12 особей), реже семейными парами. Питаются преимущественно крупными грызунами: пунчанами (Myoprocta), агути (Dasyprocta) и паками (Cuniculus). Стаей изредка могут нападать на животных, превышающих их самих по массе, — на капибар и тапиров. Мясо глотают, не разжевывая, с чем функционально связано уменьшение числа коренных зубов и слабое развитие оставшихся.
Звуки, издаваемые кустарниковыми собаками, очень разнообразны. Обычно они издают высокие звуки, похожие на визг, посредством которого общаются друг с другом в густом лесу.

## Размножение
Как и у многих псовых, доминантная самка у кустарниковых собак подавляет других самок в группе, не допуская их размножения. У самок в условиях неволи дважды в году бывает течка, которая продолжается по 4 дня, но в природе её сроки, скорее всего, определяются не временем года, а социальными факторами. После 63—67 дней беременности самка рождает в логове 1—6 щенков. До 8 недель она вскармливает их молоком. Самцы приносят кормящим самкам пищу. В возрасте 1 года молодые собаки становятся половозрелыми; живут до 10 лет. 

## Статус популяции
Кустарниковые собаки относятся к редким видам; плотность их популяций мала. Занесены в международную Красную книгу как уязвимый вид (vulnerable). Объектом охоты не являются, но им всюду угрожает интенсивная вырубка лесов под сельхозугодья (обезлесение).
Могут размножаться в неволе, содержатся, в частности, в Московском, Калининградском и Новосибирском зоопарках. Могут приручаться.